# 安齋敦子
安齋 敦子（あんざい あつこ、1987年2月2日 - ）は、元テレビユー福島のアナウンサー。

## 略歴
福島県福島市出身。2007年、福島工業高等専門学校を卒業後、上智大学経済学部に編入学。その年ミスキャンパス上智大学2007候補者となる。
大学卒業後一旦地元に戻り、他の仕事をしながら機会を伺う。2011年、NHK山形放送局に契約キャスターとして採用され、夕方のニュース担当に起用された。
2012年4月よりテレビユー福島に契約アナウンサーとして採用された。
TUF NEWS LIVE スイッチ!（木、金曜日担当）のキャスターとして主に活動。
2016年3月、テレビユー福島を退社。

## 担当番組

### NHK山形
- やまがたニュースアイ

### テレビユー福島
- DO!エイト・ユアセルフ（2012年5月27日 - 2013年10月27日）
- TUF NEWS LIVE スイッチ!（2013年10月 - 2016年3月） - 木・金担当キャスター